# 反転の島
反転の島（はんてんのしま）は、原子核物理学において半減期が比較的長い魔法数が、中性子過剰核の場合に消滅したり、新しく現れたりする核図表上の領域である。例えば、マグネシウム32（陽子12個、中性子20個）では、中性子数の20が魔法数であるのにも拘らず、励起状態になりやすいことが知られている。また、カルシウム54では、中性子数の34が新たな魔法数として現れている。反転の島はクーロン励起の観測や電磁モーメントの測定によって発見される。